# Deltoblastus
Deltoblastus is een geslacht van uitgestorven stekelhuidigen, dat leefde tijdens het Perm.

## Beschrijving
Deze blastoïde had een hoge en kegelvormige kelk. Tussen de ambulacra (deel van het skelet, waarin de voetjes van het watervaatstelsel zijn gelegen) lagen vijf, uit grote platen bestaande velden, die centraal waren voorzien van een groeve. De normale kelkdiameter bedroeg ongeveer anderhalve centimeter.

## Leefwijze
Dit geslacht leefde vastgehecht op de zeebodem op harde ondergronden.